# Портрет Михаила Михайловича Волкова
«Портрет Михаила Михайловича Волкова» — картина Джорджа Доу и его мастерской из Военной галереи Зимнего дворца.
Картина представляет собой погрудный портрет генерал-майора Михаила Михайловича Волкова из состава Военной галереи Зимнего дворца.
С начала Отечественной войны 1812 года полковник Волков был командиром Екатеринославского кирасирского полка, в Бородинском сражении был дважды ранен, затем отличился в сражении под Красным. Во время Заграничного похода 1813 года сражался в Пруссии и Саксонии, за боевые отличия произведён в генерал-майоры.
Изображён в генеральском мундире, введённом для кавалерийских генералов 6 апреля 1814 года. На шее крест ордена Св. Владимира 3-й степени, по борту мундира крест ордена Св. Анны 2-й степени; справа на груди крест ордена Св. Георгия 4-го класса и серебряная медаль «В память Отечественной войны 1812 года» на Андреевской ленте. Подпись на раме: М. М. Волковъ, Генералъ Маiоръ.
7 августа 1820 года Комитетом Главного штаба по аттестации Воинов был включён в список «генералов, заслуживающих быть написанными в галерею», и 25 июля 1822 года император Александр I приказал написать его портрет. Поскольку Волков скончался в конце 1820 года, то Доу использовал в работе портрет-прототип. 29 мая 1823 года в Инспекторский департамент Военного министерства поступило письмо лейтенанта Гвардейского флотского экипажа князя П. Г. Волконского: «имею честь представить при сём портрет покойного дяди моего родного состоящего по армии генерал-майора Михаила Михайловича Волкова для списания с оного копии в учреждённую при Эрмитаже по Высочайшей воле портретную галерею, так как он Волков в прошедшую с французами войну находился в действительной службе, был в походах и сражениях, покорнейше прошу по миновании в нём надобности возвратить мне обратно, ибо он есть единственный после его смерти оставшийся». 18 декабря 1824 года исполняющий должность вице-директора Инспекторского департамента полковник И. В. Шатилов через посредство генерал-майора Н. А. Исленьева, командира лейб-гвардии Преображенского полка, в котором на тот момент числился князь П. Г. Волконский, вернул портрет-прототип владельцу. Гонорар Доу был выплачен 31 июля и 27 ноября 1823 года. Готовый портрет был принят в Эрмитаж 7 сентября 1825 года. Современное местонахождение портрета-прототипа не установлено.
В 1840-х годах в мастерской Карла Края по рисунку И. А. Клюквина с галерейного портрета была сделана литография, опубликованная в книге «Император Александр I и его сподвижники» и впоследствии неоднократно репродуцированная.